# 2B (фільм)
2B — науково-фантастичний фільм 2009 року режисера Річарда Кролінга. Він базується на ідеях трансгуманізму та технологічної сингулярності. Фільм вийшов 2 жовтня 2009 року на Вудстокському кінофестивалі. Фільм був створений спільно з «Terasem Movement».

## Про фільм
Коли генеральний директор корпорації-ренегат і біонауковець створив першу в світі транслюдину, основи переконань суспільства опинилися під загрозою в трансгуманному світі, де людина зливається з технологіями.

## Знімались
| Актор            | Роль              |
| ---------------- | ----------------- |
| Джеймс Ремар     | Том Мортлейк      |
| Кевін Корріган   | Клейтон Конрой    |
| Флоренція Лозано | Вікі Борано       |
| Рональд Гутман   | Еріх Ейнман       |
| Ларрі Пайн       | Джонстон          |
| Джихає           | співачка          |
| Джон Пілмаєр     | комісар           |
| Вай Чінг Хо      | четвертий експерт |
| Роб Янг          | п'ятий експерт    |